# 亚太2号海底电缆
亚太2号海底电缆（Asia Pacific Cable Network-2，APCN-2）是由26个投资机构共同发起筹建，连接亚洲国家和地区，全长约19000km，於2001年12月啟用，共有10个登陆站，包括中國大陸上海崇明、中國大陸广东汕头、台湾新北市淡水、香港大嶼山、日本千葉縣南房總市、日本茨城縣北茨城市、韩国釜山廣域市、马来西亚彭亨州關丹、新加坡加東及菲律宾八打雁省八打雁市。骨干路径由四对光缆组成，每组光缆的传输速度可达640Gbps，總容量2.56Tbps，采用具有自癒功能的环型网络结构。NEC、中華電信、PCCW、中国电信、中国联通等多個主要電信機構均参与了此条海缆的建设。

## 线路中断
- 2006年12月27日的恆春地震，导致汕头至淡水段及大屿山至崇明岛段光缆中断，导致从亚洲访问海外的互联网受阻超过一个多月。[3][4][5][6]
- 2009年8月12日，受到花莲地震影响，多条海缆，包括本海缆，遭受损害，影响香港，中国大陆，台湾，菲律宾，新加坡和东京的连接。[7]
- 2010年6月，遭受重大的故障，导致菲律宾的互联网接入受阻。
- 2011年3月11日，日本东北地方近海地震导致海缆受损。
- 2014年3月23日，在S4A段中断，导致海缆连接中断。[8]
- 2015年1月7日，新加坡和亚太地区之间的海缆故障，导致新加坡出口流量受限，直到当月31日才恢复正常。
- 2017年4月22日，中華電信發出公告，目前APCN2海底電纜發生故障，因此台灣對外尤其是美國與日本的線路將會發生延遲。[9]
- 2019年3月7日，中華電信發出公告，目前APCN2 S7 海底電纜發生障礙，因此台灣對外連線新加坡，中國大陆，香港跟馬來西亞會發生延遲現象
- 2020年11月8日，中華電信發出公告，目前APCN2 S7 海底電纜發生障礙，因此台灣對外連線新加坡，中國大陆，香港跟馬來西亞會發生延遲現象
- 2023年10月14日，中華電信發出公告，目前發生APCN2海纜障礙,連線日本、韓國部份網站於一般時段不會受到影響，僅於尖峰時段可能造成部分連線有少許延遲現象
- 2025年4月29日，連線中國及新加坡異常，於2025年5月16日修復。[10]